# Girl next door
Na literatura e no cinema, "girl next door" ou "all-american girl" (em português, garota do lado) é um estereótipo que faz referência às personagens femininas as quais, de forma passiva, relacionam-se romanticamente, mas sem nenhum compromisso, com uma personagem masculina. Esse arquétipo manifesta um símbolo sexual o qual alude à relação de um homem atraído por uma mulher que mora perto dele. A versão masculina equivalente ao termo é "boy next door".